# تپه سیل کیو
تپه سیل کیو مربوط به دوره اشکانیان است و در شهرستان خرم‌آباد، بخش زاغه، روستای بگ رضا واقع شده و این اثر در تاریخ ۲۴ اسفند ۱۳۸۳ با شمارهٔ ثبت ۱۱۷۴۲ به‌عنوان یکی از آثار ملی ایران به ثبت رسیده است.